# Троїцька Варвара Іванівна
Варвара Іванівна Троїцька — українська бібліотекарка, протягом 1937—1959 завідувала Науковою бібліотекою Інституту зоології АН УРСР.

## Біографія
Народилася Варвара Іванівна у 1894 р. в місті Києві у родині вчителів. По закінченні гімназії вступила на природничо-історичний факультет Київських вищих жіночих курсів, які після Жовтневої революції ввійшли до складу Вищого інституту народної освіти. Почала працювати в шкільній бібліотеці з 1925 року. В 1927—1928 рр. закінчила річні курси практикантів-бібліотекарів, восени цього ж року поступила на роботу в Публічну бібліотеку УРСР. Працювала спочатку бібліотекарем, а потім бібліографом-консультантом з біології. Варвара Іванівна вільно володіла німецькою та французькою мовами. З кінця 1934 р. до 1937 р. працювала у Київському державному університеті завідувачем Кабінету біологічної літератури. Протягом 1937—1959 завідувала Науковою бібліотекою Інституту зоології АН УРСР.